# Урахинское наречие
Урахинское наречие (самоназвание: хӀурхъан лугъат) — наречие севернодаргинского языка даргинской языковой подгруппы. Традиционно рассматривается как диалект единого даргинского языка. Распространён в Дагестане, в основном в Сергокалинском районе, частично на северо-востоке Акушинского района, а также в селениях Герга и Краснопартизанск Каякентского района. Многие носители урахинского переселились в города юга Европейской части России.
Описан Петром Карловичем Усларом в XIX веке как Хюркилинский язык.
Число носителей языка — до 35 000 человек.

## Особенности
В число особенностей урахинского наречия в области фонетики включают отсутствие долгих гласных (урчи «лошадь» — кубачин. ӯче); отсутствие сильных (геминированных) согласных (маза «овца» — чираг. мацца); сохранение звонких аффрикат дж и дз и т. д.